# 奧古斯塔特設鎮區 (密歇根州)
奧古斯塔特設鎮區（英語：Augusta Charter Township）是位於美國密歇根州沃什特瑙縣的一個特設鎮區。

## 地方資料
奧古斯塔特設鎮區的面積為95.26平方千米，當中陸地面積為95.05平方千米，而水域面積為0.21平方千米。根據2020年美國人口普查的數據，當地共有人口7083人，而人口密度為每平方千米74.35人。